# صموئيل كوبورو
صموئيل عبد الكوبورو كانو Samuel Cuburu  (20 فبراير 1928 – قبل 2018)  كان لاعب كرة قدم مكسيكي محترف. ولد في أوريزابا، فيراكروز.  لعب في دوري الدرجة الأولى المكسيكي وكذلك في كأس العالم لكرة القدم 1950 في البرازيل.

## المسيرة الرياضية في النادي
لعب كوبورو، الملقب بـ" شابيلا " كرة القدم مع نادي بويبلا في عام 1950.  شقيقه جوس أنطونيو" إل بيرو " كوبورو، لعب أيضا مع نادي بويبلا. ظهر مع نادي زاكاتيبيك في 1954-55 بطولة كأس الكؤوس في المكسيك. 

## اللعب الدولي
شارك كوبورو في أربع مباريات مع منتخب المكسيك لكرة القدم من عام 1949 إلى عام 1956. 